# Walser
Walser (de l'alemany Walliser, vallesà, habitant del cantó de Valais (alemany Wallis) és el membre d'una població d'origen alamànic que va emigrar en el segle viii de l'actual cantó de Berna al cantó de Valais, i d'ací en el segle xiii es va estendre en algunes valls veïnes que avui són part d'Itàlia, Liechtenstein i Àustria. Són dispersos dins l'arc alpí i potser són 17.000 individus, d'ells 10.000 a Suïssa, 3.500 a Itàlia i 3.500 a Àustria.

## Distribució geogràfica

### Suïssa
Goms, Binn, vall de Zermatt, vall de Saas, Lötschental, Simplon (Sempione) al Valais; Bosco Gurin a Ticino; i altres als Grisons: Obersaxen; Valsertal (Vals, St. Martin); Safiental (Valendas, Versam, Tenna, Safien); Rheinwald (Medels, Nufenen, Splügen, Sufers, Hinterrhein, Avers); Schanfigg (Arosa, Langwies); Albula (Mutten, Schmitten, Wiesen); Igis/Landquart (Tavate/Davos, Klosters, Furna, Says, St. Antönien, Valzeina).

### Itàlia
A la Vall d'Aosta: Gressoney-La-Trinité, Gressoney-Saint-Jean, Issime, Gaby i part superior d'Ayas.
Al Piemont, a la província de Verbano-Cusio-Ossola. Macugnaga a Valle Anzasca; Formazza a Val Formazza; Salecchio i Agaro (part de Premia) a Valle Antigorio; Ornavasso, Migiandone (part d'Ornavasso) a Val d'Ossola; Campello Monti (part de Valstrona) a Valle Strona Strona; i a la província de Vercelli, Alagna Valsesia, Riva Valdobbia, Rima San Giuseppe, Rimella, totes a Valsesia.

### Liechtenstein
A Liechtenstein hi ha una comunitat Walser a Triesenberg, que inclou l'alta vall Samina i Malbun.

### Àustria
Hi ha 14 comunitats Walser: Grosses Walsertal (Blons, Fontanella, Raggal, St. Gerold, Sonntag, Thüringerberg), Kleinwalsertal (Mittelberg), Brandnertal (Brand), Montafon (Silbertal), Reintal (Laterns), Tannberg (Schröcken, Lech, Warth), totes a Vorarlberg; i Paznauntal (Galtür) al Tirol.

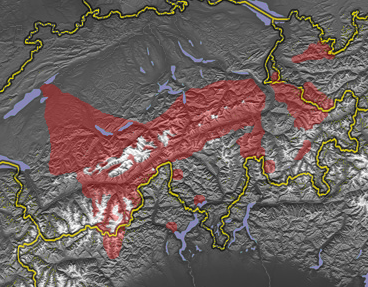
Situació dels dialectes alt alemanys

### França
A França hi ha una comunitat Walser a Vallorcine i una altra a Hans les Allamands al Chiablese al departament de l'Alta Savoia (regió Roine-Alps), encara que no parlen alemany des de fa segles.

## Història
Els historiadors no s'han posat d'acord en les causes i motivacions de les emigracions del segle xiii. Alguns creuen que fou la sobrepoblació del nord de Valais, o bé les condicions climàtiques favorables per als pastors d'alta muntanya en aquells anys, o bé els incentius fiscals oferts pels senyors feudals de la Vall d'Aosta i Piemont (comte de Biandrate) i alguns monestirs, que els oferiren terres i privilegis.
El document més antic conegut relatiu a la fundació d'un establiment walser és del 10 de maig de 1253, a la colònia de Bosco Gurin (Ticino). Els anys successius el clima canvià radicalment. Aquella fase d'optimum climàtic medieval fou seguida d'una petita era glacial. Els gels cobriren els camps molta part de l'any les valls alpines, cosa que va fer reduir les pastures i camps, les petites comunitats walser quedaren aïllades les unes de les altres, provocant també que molts d'ells abandonessin la seva vida tradicional per emigrar a la recerca de treball.
Durant el XIX la manca de lligams estables entre les diverses colònies walser va fer pensar als estudiosos que eren descendents de soldats d'una legió romana composta de germànics llicenciats que els havien concedit terres als Alps. Només una anàlisi acurada dels dialectes alt alemanys que empren permet de lligar els Walser amb les comunitats del Valais.

## Llengua
La llengua walser és una variat particular dels dialecte alt alemany, molt semblant a la forma més arcaica de l'alemany suís. Així és molt semblant al que es parla a Valais, però amb trets més arcaics. El töitschu és un dialecte de la llengua walser parlada en el comú de Issime i el titsch en el comú valdostà de Gressoney-Saint-Jean i Gressoney-la-Trinité.

## Museus Walser
- Museu Walser/Walsermuseum a Pedemonte, Alagna Valsesia
- Casa Museu Walser - Alts Walserhubus Ban Zer Burfuggu a Borca di Macugnaga <
- Walsermuseum a Bosco Gurin
- Walser Heimatmuseum a Triesenberg
- Walser Museum a Riezlern (Mittelberg)

## Personatges
- Hans Tomamichel (1899-1984), pintor nadiu de Bosco Gurin

## Walsertreffen

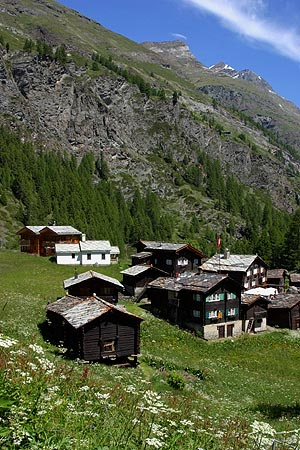
Casa walser a Zum See (Zermatt)

Les comunitats walser disseminades al llarg de l'arc alpí es reuneixen tres cops a l'any en colònies diverses per a una trobada tradicional anomenada Walsertreffen.

### Calendari dels encontres
1. Saas-Fee/Alagna Valsesia i Rimella (7-14 setembre 1962)
2. Triesenberg (19-20 juny 1965)
3. Gressoney (7-8 setembre 1968)
4. Kloster (4-5 setembre 1971)
5. Brand (21-22 setembre 1974)
6. Brig (10-11 setembre 1977)
7. Triesenberg (13-14 setembre 1980)
8. Alagna Valsesia (24-25 setembre 1983)
9. Mittelberg (19-21 setembre 1986)
10. Davos (2-3 setembre 1989)
11. Saas-Fee (4-6 setembre 1992)
12. Lech (1-3 setembre 1995)
13. Gressoney (11-13 setembre 1998)
14. Brig (21-23 setembre 2001)
15. Galtür (8-13 setembre 2004)
16. Alagna Valsesia (21-23 setembre 2007)
17. Triesenberg (2010)